# 13. skupina
Prvky 13. skupiny (také 3. hlavní skupina, skupina boru nebo triely) jsou bor (B), hliník (Al), gallium (Ga), indium (In), thallium (Tl) a nihonium (Nh). Tato skupina leží v bloku p periodické tabulky a její prvky mají tři valenční elektrony. Elektronová konfigurace jejich valenční elektronové slupky je ns2 np1. Díky tomu preferují tvorbu sloučenin v oxidačním stavu I a III.
Bor je považován za polokov, ostatní triely jsou kovy. Bor je v přírodě zastoupen pouze ve velmi malém množství, pravděpodobně z důvodu štěpení jeho jader účinkem přirozené radioaktivity. Hliník je třetí nejrozšířenější prvek v zemské kůře (7,4 %). Prvek nihonium (Nh) je uměle vyrobený a radioaktivní.

## Etymologie
- Název skupiny triely je odvozen z latinské předpony tri- (tři) a odkazuje na tři valenční elektrony, které všechny tyto prvky mají ve svých valenčních slupkách.
- Název bor pochází z arabského slova pro minerál borax (بورق, boraq), který byl znám ještě před objevem boru. Na počátku 18. století extrahoval čistý bor Humphry Davy a pojmenoval jej boracium.
- Hliník byl pojmenován také Humphrym Davym. Název je odvozen z řeckého slova alumen (hořká sůl) nebo latinského kamenec (minerál).
- Gallium je odvozeno z latinského Gallia. Starý název pro Francii, kde bylo gallium objeveno.
- Indium pochází z latinského slova indicum, což znamená indigové barvivo. Odkazuje na výraznou tmavě modrou indigovou spektroskopickou linii prvku.
- Thallium je pojmenováno podle řeckého slova pro barvu jeho spektroskopické linie - thallos znamená zelená větvička nebo výhonek.
- Nihonium je pojmenováno po Japonsku (Nihon v japonštině), kde bylo objeveno.

## Historie

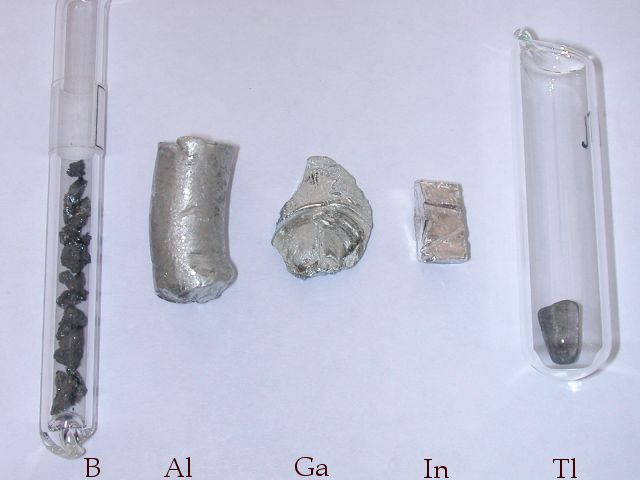
Prvky 13. skupiny

- Prvky 13. skupinyBor byl znám již starým Egypťanům, ale pouze v minerálním boraxu. V čisté formě jej dokázal extrahovat metodou elektrolýzy Humphry Davy až v roce 1808. Rozpustil sloučeninu obsahující bór ve vodě a nechal na ni působit elektrický proud, prvky sloučeniny se tak rozdělily do svých čistých stavů. Pro výrobu většího množství přešel od elektrolýzy k redukci sodíkem. Ve stejné době dva francouzští chemici, Joseph Louis Gay-Lussac a Louis Jacques Thénard, použili železo k redukci kyseliny borité. Bor, který vyrobili, byl oxidován na oxid boritý.
- Hliník byl stejně jako bór nejprve znám v minerálech, než byl konečně extrahován z kamence. Poprvé se snažili extrahovat hliník Antoine Lavoisier a Humphry Davy. Ani jeden neuspěl. Teprve v roce 1825 dánský vědec Hans Christian Ørsted úspěšně připravil zatím nečistou formu prvku. První čistý vzorek hliníku je připisován Henrimu Etienne Sainte-Claire Deville. V té době byl hliník považován za vzácný stejně jako zlato a stříbro. Dnes používaná metoda, elektrolýza oxidu hlinitého rozpuštěného v kryolitu, byla vyvinuta Charlesem Martinem Hallem a Paulem Héroultem koncem roku 1880.
- Thallium, nejtěžší stabilní prvek ve skupině boru, objevili William Crookes a Claude-Auguste Lamy v roce 1861. Ti zkoumali zbytky z výroby kyseliny sírové. Ve spektru uviděli zcela novou čáru, pruh tmavě zelené, který Crookes pojmenoval podle řeckého slova θαλλός (thallos), odkazující na zelený výhonek nebo větvičku.
- Indium bylo objeveno v roce 1863, kdy Ferdinand Reich a jeho asistent Hieronymous Theodor Richter hledali ve vzorku minerálu sfaleritu (ZnS) spektroskopické čáry nově objeveného prvku thalium. Místo zelených thaliových linií, které očekávali, uviděli novou linii tmavě indigově modré. Dospěli k závěru, že musí pocházet z nového prvku, a pojmenovali ho indium podle charakteristické indigové barvy .
- Minerály gallia nebyly známy až do roku 1875, kdy byl objeven samotný prvek. Při zkoumání spektroskopických čar ve sfaleritu jej našel francouzský chemik Paul Emile Lecoq de Boisbaudran. Za pouhé tři měsíce byl schopen vyrobit vzorek, který vyčistil rozpuštěním v roztoku hydroxidu draselného a následnou elektrolýzou. Následující měsíc prezentoval své poznatky Francouzské akademii věd a pojmenoval nový prvek po řeckém názvu své země gallium.
- Poslední prvek nihonium byl syntetizován uměle. Nihonium bylo objeveno v roce 2004 v rozpadovém řetězci moscovia, které produkovalo několik vzácných atomů nihonia. Od té doby bylo syntetizováno asi 13 atomů a charakterizovány různé izotopy.

## Vlastnosti
- Všechny prvky 13. skupiny mají tři elektrony ve valenční vrstvě. Elektronová konfigurace jejich valenční elektronové slupky je ns2 np1. Díky tomu preferují tvorbu sloučenin s oxidačním číslem I a III.
- Prvky mají podobné fyzikální vlastnosti, kromě boru, jehož postavení je výjimečné.
- Všechny prvky kromě boru jsou měkké a jsou relativně reaktivní při mírných teplotách. Reaktivita boru se stává srovnatelnou s ostatními prvky skupiny pouze při velmi vysokých teplotách.
- Za normálních podmínek jsou tyto prvky (kromě boru) dobrými vodiči. Při velmi nízkých teplotách vedou hliník, gallium, indium a thallium elektrický proud bez odporu. Stávají se supravodiči.
- Bor je při pokojové teplotě tepelný a elektrický izolátor, ale dobrý vodič při vysokých teplotách.
- První ionizační energie s výkyvy klesá s rostoucím atomovým číslem. Bor má ionizační energii 8,298 eV, hliník 5,968 eV, gallium 5,999 eV, indium 5,786 eV a thallium 6,108 eV.
- Elektronegativita je nejvyšší u boru 2,0, gallium má 1,8, hliník 1,5 a thalium 1,4.

| Prvek    | Bod tání v K | Bod varu v K | Hustota v kg/m3 | Mohsova tvrdost | Elektrická vodivost v S/m |
| -------- | ------------ | ------------ | --------------- | --------------- | ------------------------- |
| Bor      | 2349         | 4200         | 2460            | 9,3             | 1 · 10−4                  |
| Hliník   | 933,47       | 2740         | 2700            | 2,75            | 37,7 · 106                |
| Gallium  | 302,91       | 2477         | 5904            | 1,5             | 6,76 · 106                |
| Indium   | 429,75       | 2345         | 7310            | 1,2             | 11,6 · 106                |
| Thallium | 577          | 1746         | 11850           | 1,2             | 6,17 · 106                |

### Chemické reakce
V následujících rovnicích, pokud není uveden přímo daný prvek, zastupuje značka Me prvek ze třetí hlavní skupiny:
Reakce s kyslíkem:
{\displaystyle \mathrm {4\ Me+3\ O_{2}\longrightarrow 2\ Me_{2}O_{3}} }
Thallium také tvoří oxid Tl2O.

Reakce s vodíkem (není spontánní):
{\displaystyle \mathrm {2\ Me+3\ H_{2}\longrightarrow 2\ MeH_{3}} }
Pouze bor a hliník reagují za vzniku kovalentních sloučenin vodíku.

Reakce s vodou:
{\displaystyle \mathrm {2\ Al+6\ H_{2}O\longrightarrow 2\ Al(OH)_{3}+3\ H_{2}} }
Pouze hliník uvolňuje z vody vodík . Pokud přijde do styku se vzdušným kyslíkem, vytvoří pasivační vrstvu, která jej chrání před reakcí s vodou.

Reakce s hydroxidy:
{\displaystyle \mathrm {2\ Al+6\ H_{2}O+2\ OH} }- {\displaystyle \mathrm {\longrightarrow 2\ Al(OH)_{4}} }- {\displaystyle \mathrm {+3\ H_{2}} }
V alkalickém stavu nevzniká Al(OH)3, ale hlinitanový iont Al(OH)4−.

Reakce s halogeny:
{\displaystyle \mathrm {2\ Me+3\ Cl_{2}\longrightarrow 2\ MeCl_{3}} }
Thallium také tvoří TlCl.

## Výskyt v přírodě
Zemskou kůru tvoří ze 7,3 % prvky skupiny boru, které jsou většinou přítomny jako oxidy. V těchto 7,3 % je 99,94% hliníku, který je nejhojnější kov v zemské kůře. Na zbývající prvky skupiny boru tak připadá pouze 0,06 %, které se dělí takto:
- 51 % bor
- 46 % gallium
- 3 % india
- 0,2 % thalia

## Jednotlivé prvky

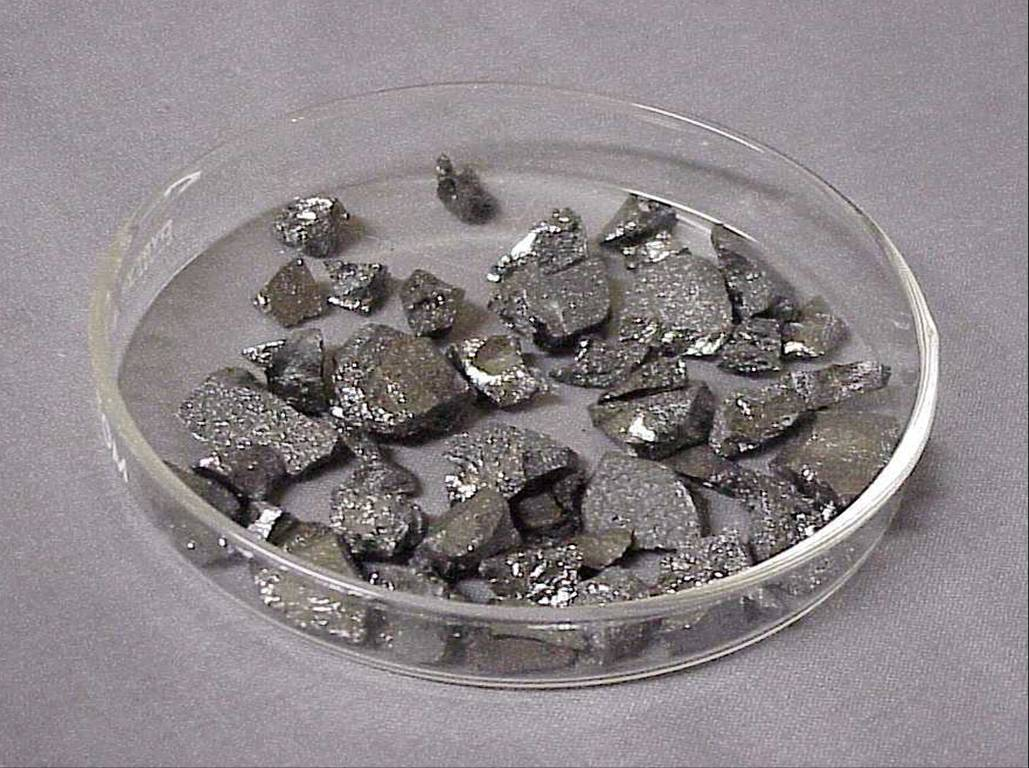
Bor

### Bór
- Bor s atomovým číslem 5 je velmi lehký prvek.
- V přírodě se nenachází volně.
- Vyskytuje se ve více než stovce různých minerálů a rud. Hlavním zdrojem je borax, ale nachází se také v kolemanitu, boracitu, kernitu, tusionitu, berboritu a fluoboritu.
- Mezi hlavní světové těžaře boru patří Turecko, Spojené státy, Argentina, Čína, Bolívie a Peru. Turecko je nejvýznamnější s přibližně 70 % veškeré těžby boru na světě. Spojené státy jsou na druhém místě a většina boru se těží v Kalifornii.

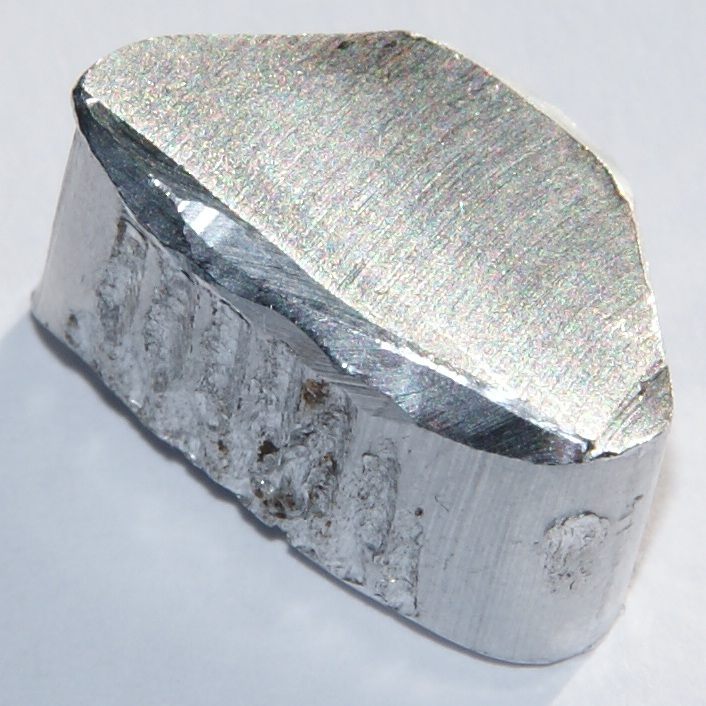
Hliník

### Hliník
- Hliník je nejhojnějším kovem v zemské kůře a třetím nejhojnějším prvkem vůbec za kyslíkem a křemíkem.
- V přírodě se nenachází volně. To je způsobeno tendencí hliníku přitahovat atomy kyslíku a tvořit s ním oxidy.
- Vyskytuje se v téměř stejném množství minerálů jako bór. Hlavním zdrojem je rudný bauxit, následují granáty, tyrkysy a beryly.
- Světovými předními zeměmi v těžbě hliníku jsou Ghana, Surinam, Rusko a Indonésie, následované Austrálií, Guineou a Brazílií.

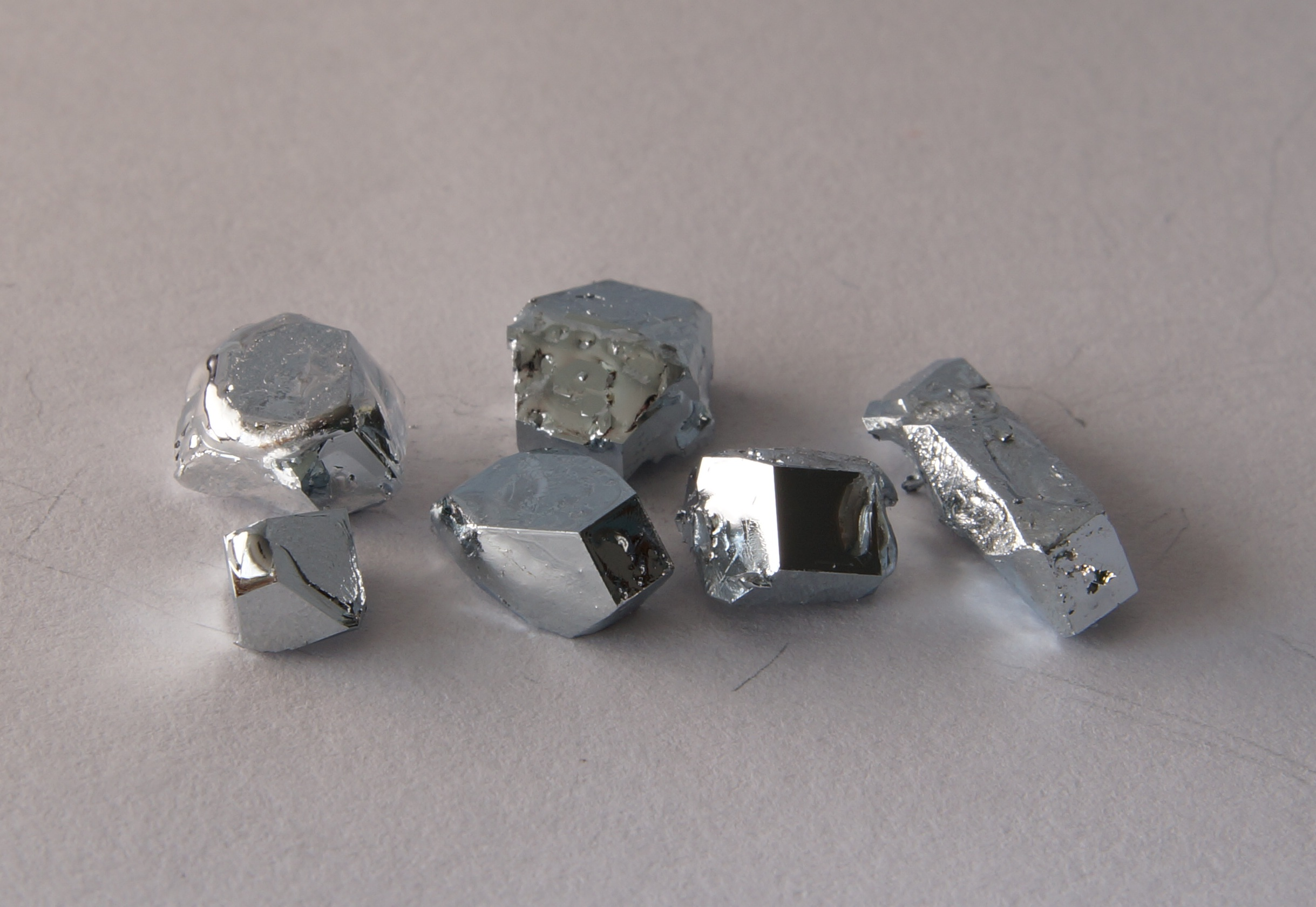
Gallium

### Gallium
- Gallium je v zemské kůře relativně vzácný prvek a nenachází se v tolika minerálech jako bor a hliník.
- Jeho produkce je velmi nízká, ale v průběhu let se značně zvýšila s tím, jak se zdokonalovaly metody extrakce.
- Gallium lze nalézt jako stopový prvek v různých rudách, včetně gallitu (CuGaS2), bauxitu a sfaleritu. Stopová množství byla nalezena i v uhlí.

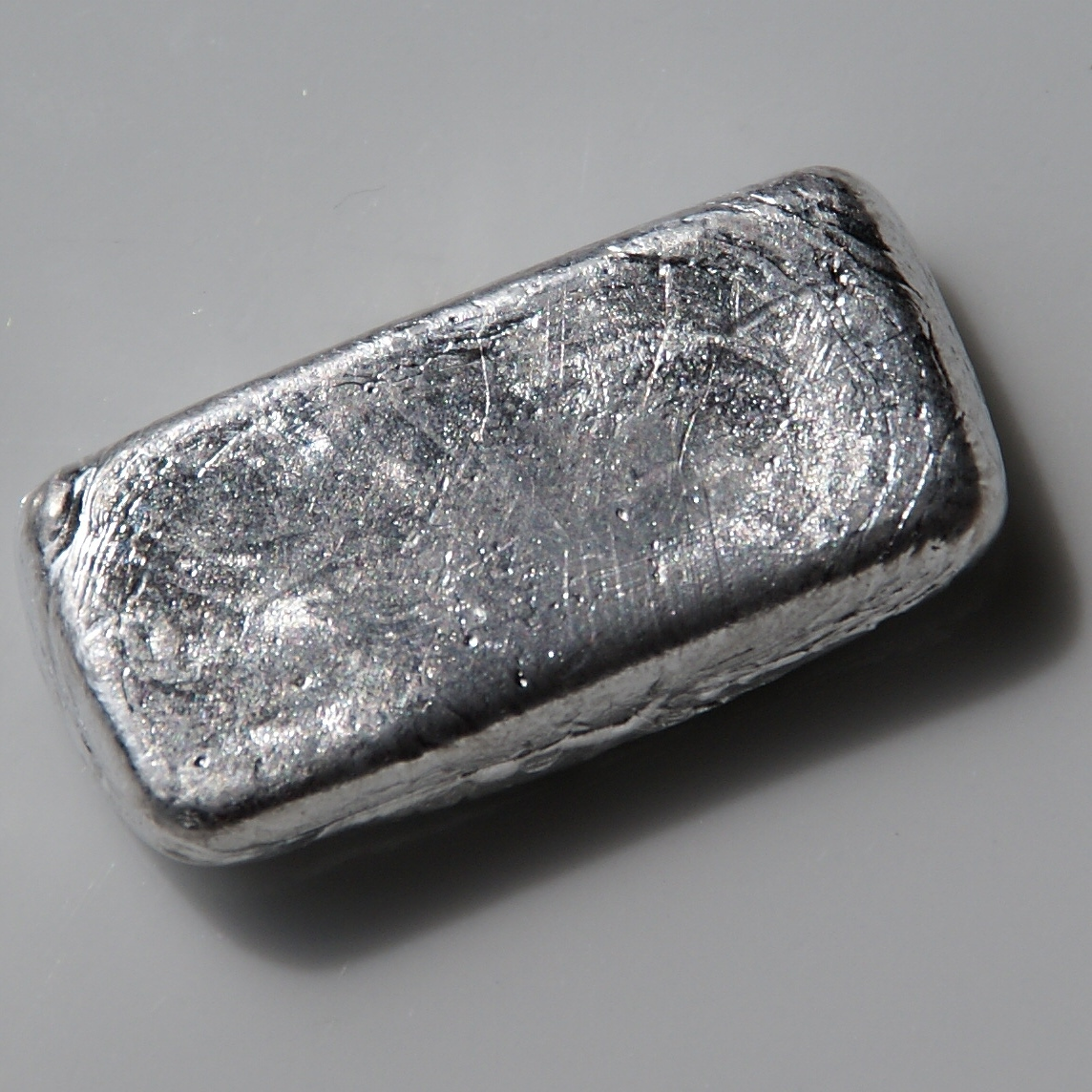
Indium

### Indium
- Indium je dalším vzácným prvkem v první hlavní skupině.
- Je to 61. nejběžnější prvek v zemské kůře.
- Je známo velmi málo minerálů obsahujících indium a všechny jsou vzácné. Příkladem je indite. Dále se nachází v několika zinkových, měděných a olověných rudách, ale pouze v nepatrném množství.
- Kanada je světovým lídrem v zásobách india. Následují Spojené státy a Čína.

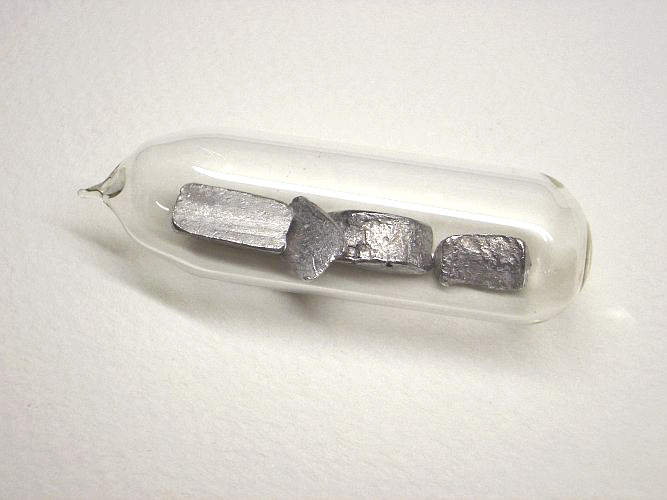
Thallium

### Thallium
- Je 56. nejběžnějším prvkem v zemské kůře, tedy hojnější než indium.
- V minerálech se nachází v mírném množství. Je to například crookezit (ve kterém byl poprvé objeven), lorandit, routhierit, bukovit, hutchinsonit a sabatierit.
- Mnoho sulfidových rud železa, zinku a kobaltu obsahuje stopová množství thalliua. Nachází se také v některých skalách, v půdě a v jílu.

### Nihonium
Nihonium je prvek, který se v přírodě nenachází. Byl vytvořen v laboratoři, a proto je klasifikován jako syntetický prvek bez stabilních izotopů.